# Océan Valaisan
L’océan Valaisan est un ancien espace océanique situé entre la plaque européenne et la plaque ibérique (et son extrémité occidentale : le microcontinent briançonnais) et appartenant à la Téthys alpine. Son nom dérive du canton suisse du Valais où il est bien préservé (nappe du Niesen et zone de Sion-Courmayeur). Il s'est ouvert à la fin du Jurassique supérieur à la suite de la rotation de la plaque ibérique, dédoublant ainsi la marge passive européenne. Il se referme à l'Éocène supérieur dans le cadre de l'orogenèse alpine. Sa nature océanique est toutefois source de débat. Si la partie orientale, en connexion avec l'Océan liguro-piemontais, présente des ophiolites indiquant la présence d'une croûte océanique; l'extrémité occidentale correspond à un amincissement crustal de la croûte continentale et est en conséquence dénommé Fosse Valaisanne. Les autres unités associés inclus le Versoyen, le complexe Voirons-Wägital, le flysch rhénodanubien et des fragments préservés dans les fenêtres d'Engadine et des Tauern dans les Alpes orientales.